# Alwin Bär
Pour les articles homonymes, voir Bär.
Répertoire
classique, romantique
Alwin Bär (1941-2000) est un pianiste classique néerlandais.

## Biographie
Alwin Bär a notamment été l'élève d'Eduardo del Pueyo, Vlado Perlemuter, Géza Anda et Andor Földes. Il a débuté au concert en 1962 avec le Concerto pour piano nº 1 de Chopin, avant de se produire partout en Europe et aux États-Unis, avec des chefs tels que Edo de Waart, Bernard Haitink, Jean Fournet, Willem van Otterloo ou Ken'ichirō Kobayashi. Il s'est aussi produit dans des concerts en solo, a enregistré pour la radio et la télévision et enregistré de nombreux disques. 
En formation de chambre, il était le pianiste du Trio Mendelssohn, trio composé par ailleurs du violoniste Lex Korff de Gidts et du violoncelliste Elias Arizcuren. En 1975, Bär a remporté le Premier Prix du Concours International Schoenberg de Rotterdam. En duo, il a joué avec la violoncelliste Frances-Marie Uitti, le hautboïste Ernest Rombout et la mezzo-soprano Lucia Meeuwsen. Bär avait une prédilection pour le répertoire romantique tardif et les compositeurs du début du XXe siècle. Dans ses dernières années, il a notamment enregistré des œuvres de Rachmaninov.
Alwin Bär a été professeur de piano au Conservatoire d'Utrecht.

## Enregistrements
- Smetana : Trio pour piano, violon et violoncelle, op.15 / Dvořák : Trio pour piano et cordes no 4 «Dumky», par le Trio Mendelssohn, éditions Cristofori (1983)
- Chopin : Les 4 scherzos, Fantaisie en fa mineur, op. 49, Barcarolle en fa dièse majeur, op. 60, Berceuse en ré bémol majeur, op. 57 (1998), Intégrale Chopin, CD n°5, éditions Brilliant Classics